# ایلیا کولیک
ایلیا کولیک (انگلیسی: Ilia Kulik؛ زادهٔ ۲۳ مهٔ ۱۹۷۷) اسکیت‌باز نمایشی اهل روسیه است.